# 南斯拉夫社会主义联邦共和国联邦执行委员会

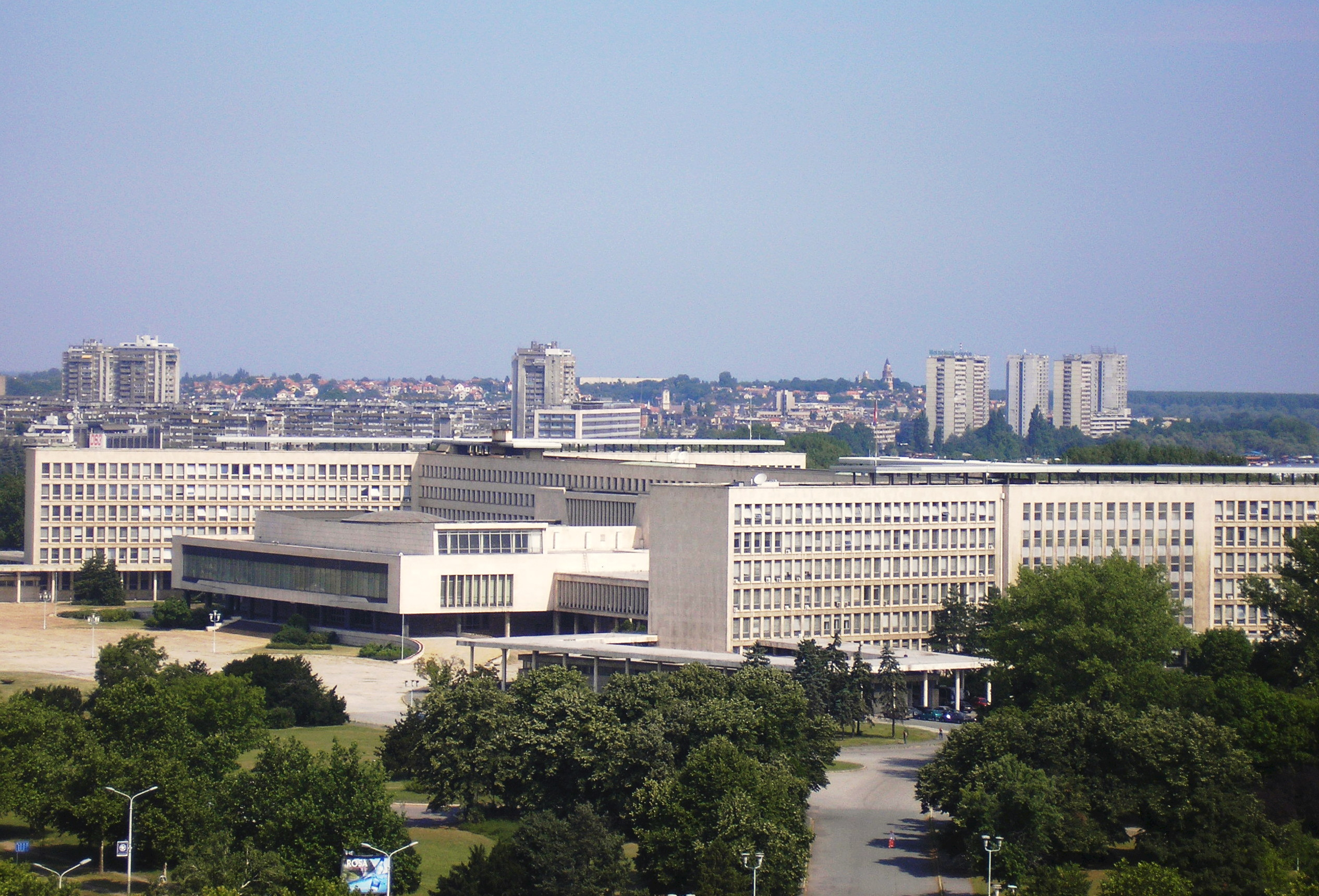

联邦执行委员会（英語：Federal Executive Council）是南斯拉夫社会主义联邦共和国联邦议会任命的集体执行机构，即南斯拉夫社会主义联邦共和国的政府机构，负责整个国家的具体行政事务。

## 历史
前身是1943年11月29日，在反法西斯战争中成立的南斯拉夫全国解放委员会。1945年11月29日，宣布成立南斯拉夫社会主义联邦共和国。1946年1月，通过宪法成立南斯拉夫社会主义联邦共和国政府。1953年1月，改名为联邦执行委员会。

## 组成人员
- 主席（总理）：1名。
- 副主席（副总理）：5名
- 委员
- 各联邦秘书
- 各联邦委员会主任

## 组成机构
- 外交部
- 国防部
- 内务部
- 财政部
- 外贸部
- 市场和一般经济事务部
- 司法和联邦机构组织部
- 新闻部
- 动力和工业委员会
- 农业委员会
- 交通联络委员会
- 社会卫生和社会保护委员会
- 战士和残废军人问题委员会
- 立法委员会

## 职责
- 建议联邦议会制定内外政策，向联邦议会提出法律草案；
- 有权对其他机关和团体提出的法律草案发表意见；
- 有权建议联邦议会暂缓讨论某一法律草案；
- 确定联邦社会计划，联邦预算和决算的草案；
- 为了贯彻执行法律和政策而制定行政法规，发布行政命令和通过行政决议；
- 关注国防政策的实施和国防准备工作；
- 批准不由联邦议会批准的国际条约；
- 协调、指导和监督联邦管理机关的工作，撤销它们发布的与联邦法律相抵触的文件；
- 规定联邦管理机关内部组织的一般原则，设置各种专门机构，任免联邦法律规定的公务员。

## 历任主席（总理）
- 约瑟普·布罗兹·铁托 1944.11.2-1963.6.29
- 佩塔尔·斯坦鲍利奇 1963.6.29-1967.5.16
- 米卡·什皮利亚克 1967.5.16-1969.5.18
- 米特亚·里比契奇 1969.5.18-1971.7.30
- 杰马尔·比耶迪奇 1971.7.30-1977.1.18
- 韦塞林·久拉诺维奇 1977.1.18-1982.5.16
- 米尔卡·普拉宁茨 1982.5.16-1986.5.15
- 布兰科·米库利奇 1986.5.15-1989.3.16
- 安特·马尔科维奇 1989.3.16-1991.12.20